# Limnophis
Limnophis is een geslacht van slangen uit de familie toornslangachtigen en de onderfamilie waterslangen (Natricinae). 

## Naam en indeling
De wetenschappelijke naam van de groep werd voor het eerst voorgesteld door Albert Günther in 1865. Er zijn drie soorten, inclusief de pas in 2020 beschreven soort Limnophis branchi. Twee soorten werden eerder aan het geslacht schele waterslangen (Helicops) toegekend.

## Verspreidingsgebied
De slangen komen voor in delen van zuidelijk Afrika en leven in de landen Zambia, Congo-Kinshasa, Angola, Botswana en Namibië.

## Soorten
Het geslacht omvat de volgende soorten, met de auteur en het verspreidingsgebied.
| Naam                   | Auteur                                  | Verspreidingsgebied                               |
| ---------------------- | --------------------------------------- | ------------------------------------------------- |
| Limnophis bangweolicus | Mertens, 1936                           | Zambia, Congo-Kinshasa, Angola, Botswana, Namibië |
| Limnophis bicolor      | Günther, 1865                           | Angola, Zambia, Congo-Kinshasa                    |
| Limnophis branchi      | Conradie, Deepak, Keates, & Gower, 2020 | Angola                                            |